# Насталик

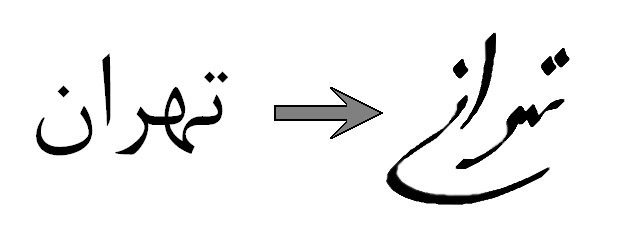
Слово Тегеран (Н←А←Р←Х←Т) записано слева насхом, а справа записано почерком Шекасте (разновидность насталика)

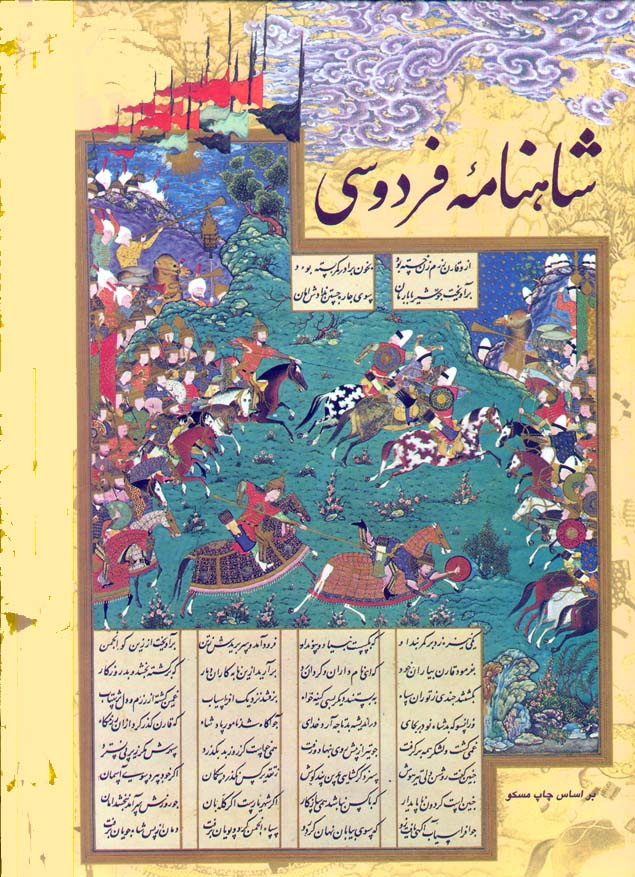
Поэма Фирдоуси «Шахнаме», записанная почерком насталик

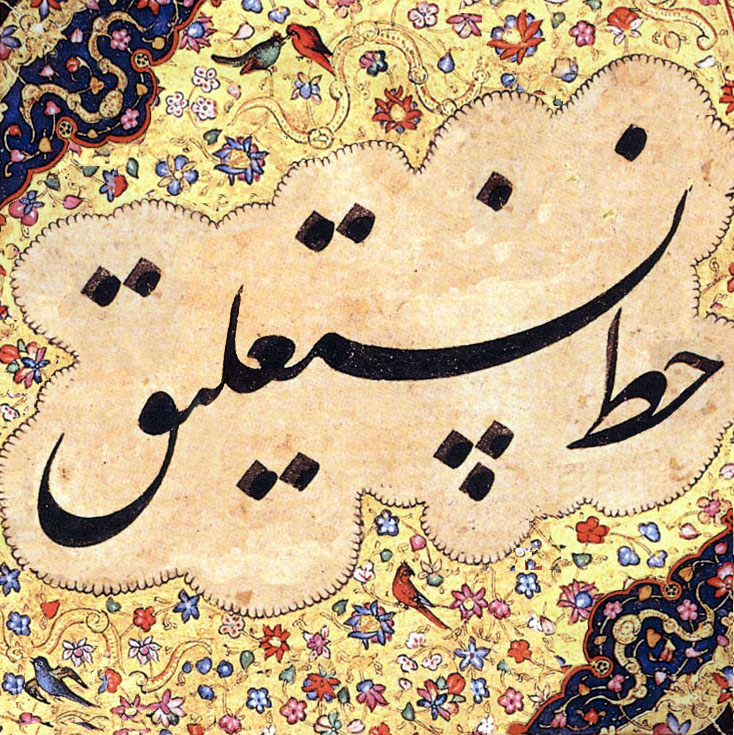
Слова «Письмо насталиком», написанные этим почерком.
(Насх: خط نستعلیق)
Пунктирная форма ڛ используется вместо س в слове نڛتعلیق «насталиком».

Настали́к (перс. نستعلیق‎‎) — один из почерков каллиграфии арабской письменности. От стандартного шрифта арабской письменности — насха — отличается усечённым написанием знаков (от которых зачастую остаются только точки), наличием большого количества лигатур, а также тем, что связные элементы (группы знаков) внутри слова пишутся под определённым наклоном вплоть до окончания элемента, причём следующий элемент снова начинается в верхней части строки. В арабских странах и вне персоязычного мира широко известен как «персидское письмо».
Типографический набор (кроме компьютерного) шрифтом «насталик» невозможен, так как в этом почерке несколько соседних букв образуют непрерывную лигатуру, а лигатуры, в свою очередь, нависают друг над другом, в отличие от «насха».
Создание насталика традиционно приписывается Миру Али Тебризи. По мнению Элайн Райт (англ. Elaine Wright), постепенно развивался разными писцами Шираза XIV века и был только доведён по окончательного вида Миром Али Тебризи.
В настоящее время насталик широко используется в Иране, Афганистане и Пакистане, где он успешно конкурирует со стандартным почерком насх, так как в этих странах стандартным считается именно насталик.
В Иране данный почерк используется для персидского языка, а также для остальных иранских языков, которые присутствуют в Иране. Наиболее крупные из них курдский, белуджский, лурский, бахтиярский, гилянский, мазандеранский, талышский. Насталик также используется в Иране для азербайджанского языка (до прихода советской власти на территорию современного Азербайджана «северные» азербайджанцы также использовали насталик), для малочисленных тюркских языков Ирана, наиболее крупным среди которых является хорасанско-тюркский язык.
В Афганистане насталик также широко используется. Это основной почерк для дари, пушту, белуджского, хазара, а также для узбекского и туркменского языков на территории Афганистана. В Средней Азии, до массовой в СССР латинизации и последующей кириллизации в начале прошлого века (эти процессы начались в 1920-е годы, завершились в конце 1940-х годов), практически все языки этого региона также использовали насталик.
В Пакистане насталик используется настолько широко, что до недавнего времени это приводило к проблемам в книгопечатании: книги, написанные насталиком, набрать было невозможно, поэтому их писали от руки и затем печатали методом литографии. Проблема была решена лишь с распространением компьютерного набора. В Иране и Афганистане в настоящее время насталик используется в основном в декоративно-оформительских целях (заголовки, объявления и т. п.), а также в рукописях, тогда как основная масса книг и газет набирается шрифтом «насх». В XVIII—начале XX века насталик был также широко распространён в странах с сильным иранским влиянием (Османская империя, Средняя Азия, Пакистан, Афганистан, Восточный Туркестан). В странах с преобладающим арабским языком насталик называется «персидским письмом» и считается архаичным; большинство арабов читает тексты, написанные насталиком, с трудом.